# Amblyseius oatmani
Amblyseius oatmani är en spindeldjursart som beskrevs av Denmark 1974. Amblyseius oatmani ingår i släktet Amblyseius och familjen Phytoseiidae. Inga underarter finns listade i Catalogue of Life.